# Malware en Linux
El sistema operativo GNU/Linux, Unix y otros derivados generalmente son calificados como bien protegidos contra los virus de ordenador.
Los casos de malware, que se haya expandido a un nivel similar a las amenazas existentes en Windows, son muy pocos comunes en Linux.  Esto se le atribuye en gran parte a que el malware carece usualmente de permisos para realizar cambios dentro del sistema y a las rápidas actualizaciones frente a vulnerabilidades que se eliminan a diario en GNU/Linux, propias del modelo de software de código abierto.
La cantidad de software malicioso disponible en GNU/Linux, incluyendo virus, troyanos y otro software escrito específicamente para GNU/Linux, se ha incrementado en los últimos años, duplicándose durante 2005 debido a la explosión del sistema operativo en entornos de usuario final e ingreso al mercado de las computadoras de escritorio.

## Vulnerabilidades
Al igual que otros sistemas Unix, GNU/Linux implementa un entorno multiusuario donde los usuarios reciben una serie de privilegios o permisos específicos y donde existe un control de acceso dedicado. Para obtener el control de un sistema GNU/Linux o provocar alguna consecuencia seria al propio sistema, el malware debería obtener acceso root en dicho sistema.
Una de las vulnerabilidades de GNU/Linux es que multitud de usuarios piensan que no es vulnerable a los virus. Tom Ferris, un investigador de Security Protocols en Mission Viejo, California, dijo en 2006: "En la mente de la gente, si no es Windows, es seguro, y ese no es el caso. Piensan que nadie escribe malware para GNU/Linux o Mac OS X. Pero eso no es necesariamente cierto...".
Shane Coursen, un consultor técnico senior de Kaspersky Lab señaló que "el crecimiento del malware en GNU/Linux se debe simplemente a su creciente popularidad, particularmente como sistema operativo de escritorio... La utilización de un sistema operativo es directamente relacionada con el interés de los programadores de malware a la hora de desarrollar software malicioso para ese sistema operativo".
Los virus y ataques malintencionados presentan una amenaza real a los sistemas Linux. Si un binario infectado contiene uno de esos virus al ser ejecutado, el sistema se infectaría. El nivel de infección dependerá de los privilegios del usuario que ejecutó el programa. Si este fuese una cuenta de superusuario podría llegar a infectar el sistema entero. En caso de un usuario normal, el sistema operativo estaría seguro aunque los datos del usuario no. El virus podría borrar e incluso enviar esos datos a otro equipo remoto. Por otro lado, las vulnerabilidades de escalada de privilegios pueden permitir que malware ejecutándose bajo una cuenta de acceso limitado también se propague por todo el sistema.
El uso de repositorio de software reduce las amenazas de instalación de software malicioso, al ser comprobados por los administradores, los cuales intentan asegurar que no se cuele ningún malware en sus repositorios. Por ello, para asegurar la distribución segura de software, están disponibles sistemas como los checksum MD5. El uso adecuado de estas firmas digitales supone una línea adicional de defensa, que previene la violación de las comunicaciones a través de ataques man-in-the-middle o ataques de redirección como ARP Spoofing o DNS Poisoning. Todo esto limita el alcance de los ataques, reduciendo los potenciales usuarios malignos a los autores originales y a aquellos con acceso administrativo al propio repositorio.
El número de programas maliciosos, incluidos virus, troyanos y otras amenazas, escritos específicamente para Linux ha ido en aumento en los últimos años y más que duplicado durante el año 2005 422 a 863.

## Virus multiplataforma
Una nueva área de sospecha descubierta en 2007 es el de los virus multiplataforma, a raíz del incremento de la popularidad de las aplicaciones multiplataforma. Este tema apareció en el frente debido a la distribución de un gusano de OpenOffice.org llamado Bad Bunny.
Stuart Smith, de Symantec, escribió lo siguiente:

Lo que hace a este virus merecedor de mención es que ilustra lo fácil que puede abusarse de las plataformas de scripting, extensiones, plug-ins, ActiveX, etc. [...] La habilidad del malware de sobrevivir en un entorno multiplataforma o multiaplicación tiene especial relevancia según más y más malware se lanza a través de sitios web. Cuánto falta para que alguien use algo como esto para poder infectar a través de JavaScript, sin importar la plataforma del usuario?

## Aplicaciones antivirus
Existen varias aplicaciones antivirus disponibles para Linux, entre las cuales destacan:
- ClamAV (software libre)
- Avast! (versiones gratuita y comercial)
- AVG (versiones gratuita y comercial)
- Avira Antivir (propietario) Retirado del mercado el 30 de junio de 2016[7]
- BitDefender (propietario)
- F-PROT (propietario)
- ESET (versiones comerciales)[8][9][10]
- Kaspersky Linux Security (versiones comerciales)[11]
- Sophos (propietario)

Scott Granneman, de SecurityFocus, declaró que:

"algunas máquinas Linux definitivamente necesitan software antivirus. Servidores Samba o NFS, por ejemplo, pueden almacenar documentos en formatos vulnerables e indocumentados de Microsoft, como Word o Excel, que contengan y propaguen virus. Los servidores de correo de Linux deberían ejecutar software AV para neutralizar los virus antes de que aparezcan en las bandejas de entrada de usuarios de Outlook o Outlook Express".